# Orschallita
L'orschallita és un mineral de la classe dels òxids. Rep el nom en honor de P. Orschall, de Colònia, Alemanya, qui va descobrir el mineral.

## Característiques
L'orschallita és un òxid de fórmula química Ca₃(SO₃)₂(SO₄)·12H₂O. Va ser aprovada com a espècie vàlida per l'Associació Mineralògica Internacional l'any 1990. Cristal·litza en el sistema trigonal. La seva duresa a l'escala de Mohs és 4.
Segons la classificació de Nickel-Strunz, l'orschallita pertany a «04.JE - Sulfits» juntament amb els següents minerals: gravegliaïta, hannebachita i scotlandita.

## Formació i jaciments
Va ser descoberta a Hannebacher Ley, a la localitat de Niederzissen, a Eifel (Renània-Palatinat, Alemanya). Posteriorment també ha estat descrita a França, el Canadà i a l'estat nord-americà d'Utah.